# مدادماهی کوچک
مدادماهی کوچک، Nannostomus minimus، (از یونانی: nanos = کوچک، و stoma لاتین = مربوط به دهان؛ از لاتین: minimus = از کوچکترین اندازه)، که به عنوان کوچکترین مداد ماهی نیز شناخته می‌شود، یک ماهی آب شیرین و گونه ای متعلق به تتراسانان خانواده قلم ماهیان است. پراکنش مدادماهی کوچک محدود به گویان است، جایی که از رودخانه‌های پوتارو و مازارونی گزارش شده‌است.
مدادماهی کوچک تا ۲٫۳ سانتی‌متر رشد می‌کند. و تا هنگامی که در سال ۱۹۰۹ به عنوان گونه ای جدید شناحته و معرفی شد، کوچکترین مداد شناخته شده بود. البته بعدها گونه کوچکتری به نام آندوزی با ۱٫۶ سانتی‌متر کشف و معرفی شد. این تمایز از آن زمان به گونه آندوزی منتقل شده‌است.